# Kanton Creney-près-Troyes
Kanton Creney-près-Troyes (fr. Canton de Creney-près-Troyes) je francouzský kanton v departementu Aube v regionu Champagne-Ardenne. Tvoří ho 33 obcí. Zřízen byl v roce 2015.

## Obce kantonu
| - Bessy - Boulages - Champfleury - Chapelle-Vallon - Charny-le-Bachot - Châtres - Chauchigny - Creney-pres-Troyes - Droupt-Saint-Basle - Droupt-Sainte-Marie - Étrelles-sur-Aube - Fontaine-les-Gres - Les Grandes-Chapelles - Lavau - Longueville-sur-Aube - Mergey - Méry-sur-Seine | - Mesgrigny - Plancy-l'Abbaye - Prémierfait - Rheges - Rilly-Sainte-Syre - Saint-Benoît-sur-Seine - Saint-Mesmin - Saint-Oulph - Sainte-Maure - Salon - Savieres - Vailly - Vallant-Saint-Georges - Viâpres-le-Petit - Villacerf - Villechétif |